# Straßenradsport-Europameisterschaften
Die Straßenradsport-Europameisterschaften finden seit 1995 unter der Ägide des Europäischen Radsportverbands (UEC) jedes Jahr an wechselnden Orten statt. Die Sieger haben das Recht, ein Jahr lang bei allen Rennen ihrer Altersklasse in der von ihnen gewonnenen Disziplin das entsprechende Meistertrikot zu tragen.

## Austragungsmodus
Aufgrund der traditionellen europäischen Dominanz im Straßenradsport gab es lange Zeit keinen Anreiz für separate Europameisterschaften. Ins Leben gerufen wurde der Wettbewerb erstmals 1995 für die Altersklassen U23 und 2005 für die Junioren. Erst 2016 wurden Europameistertitel auch bei der Elite vergeben. Da sich dieser neue Wettbewerb in einen bereits prallen traditionellen Terminkalender einfügen musste, steht er oftmals in Konkurrenz zu anderen prestigeträchtigen Wettkämpfen und genießt – jedenfalls bei den Männern – lange nicht dieselbe Aufmerksamkeit wie die Weltmeisterschaften.
Die Wettbewerbe finden in den Disziplinen Straßenrennen und Einzelzeitfahren für die Altersklassen Elite, U23 und Junioren statt; zusätzlich gibt es seit 2019 eine Mixed-Staffel für Nationalmannschaften. Seit 2016 schwankt der Termin zwischen Anfang August und Mitte September. 2018 und 2022 fanden die Elite-Wettkämpfe im Rahmen der European Championships statt, während die anderen Altersklassen separat ausgetragen wurden.

## Austragungsorte
- 1995:  Trutnov
- 1996:  Isle of Man
- 1997:  Villach
- 1998:  Uppsala
- 1999:  Lissabon
- 2000:  Kielce
- 2001:  Apremont
- 2002:  Bergamo
- 2003:  Athen
- 2004:  Otepää
- 2005:  Moskau
- 2006:  Valkenburg und Heerlen
- 2007:  Sofia
- 2008:  Verbania und Arona
- 2009:  Hooglede
- 2010:  Ankara
- 2011:  Offida
- 2012:  Goes
- 2013:  Olmütz
- 2014:  Nyon
- 2015:  Tartu
- 2016:  Plumelec
- 2017:  Herning
- 2018:  Glasgow /  Brünn
- 2019:  Alkmaar
- 2020:  Plouay
- 2021:  Trient
- 2022:  München /  Anadia
- 2023:  VAM-Berg
- 2024:  Hasselt

Die nächste Austragung ist 2025 in den französischen Départements Drôme und Ardèche geplant. Die Ausgabe 2029 soll in der italienischen Provinz L’Aquila stattfinden.

## Siegerliste

### Elite
| Jahr | Männer             | Männer               | Frauen               | Frauen               |
| Jahr | Straßenrennen      | Zeitfahren           | Straßenrennen        | Zeitfahren           |
| ---- | ------------------ | -------------------- | -------------------- | -------------------- |
| 2016 | Peter Sagan        | Jonathan Castroviejo | Anna van der Breggen | Ellen van Dijk       |
| 2017 | Alexander Kristoff | Victor Campenaerts   | Marianne Vos         | Ellen van Dijk       |
| 2018 | Matteo Trentin     | Victor Campenaerts   | Marta Bastianelli    | Ellen van Dijk       |
| 2019 | Elia Viviani       | Remco Evenepoel      | Amy Pieters          | Ellen van Dijk       |
| 2020 | Giacomo Nizzolo    | Stefan Küng          | Annemiek van Vleuten | Anna van der Breggen |
| 2021 | Sonny Colbrelli    | Stefan Küng          | Ellen van Dijk       | Marlen Reusser       |
| 2022 | Fabio Jakobsen     | Stefan Bissegger     | Lorena Wiebes        | Marlen Reusser       |
| 2023 | Christophe Laporte | Joshua Tarling       | Mischa Bredewold     | Marlen Reusser       |
| 2024 | Tim Merlier        | Edoardo Affini       | Lorena Wiebes        | Lotte Kopecky        |

Sieger der Mixed-Staffel:
- 2019:  Niederlande (Koen Bouwman, Bauke Mollema, Ramon Sinkeldam, Floortje Mackaij, Riejanne Markus, Amy Pieters)
- 2020:  Deutschland (Miguel Heidemann, Justin Wolf, Michel Heßmann, Lisa Brennauer, Lisa Klein, Mieke Kröger)
- 2021:  Italien (Filippo Ganna, Alessandro De Marchi, Matteo Sobrero, Marta Cavalli, Elena Cecchini, Elisa Longo Borghini)
- 2022: nicht ausgetragen
- 2023:  Frankreich (Bruno Armirail, Rémi Cavagna, Benjamin Thomas, Audrey Cordon-Ragot, Cédrine Kerbaol, Juliette Labous)
- 2024:  Italien (Edoardo Affini, Mattia Cattaneo, Mirco Maestri, Elena Cecchini, Vittoria Guazzini, Gaia Masetti)

### U23
| Jahr | Männer                  | Männer                | Frauen                    | Frauen                  |
| Jahr | Straßenrennen           | Zeitfahren            | Straßenrennen             | Zeitfahren              |
| ---- | ----------------------- | --------------------- | ------------------------- | ----------------------- |
| 1995 | Mirko Celestino         | nicht ausgetragen     | Regina Schleicher         | nicht ausgetragen       |
| 1996 | Cândido Barbosa         | nicht ausgetragen     | Hanka Kupfernagel         | nicht ausgetragen       |
| 1997 | Salvatore Commesso      | Guillaume Auger       | Élisabeth Chevanne Brunel | Diana Žiliūtė           |
| 1998 | Zoran Klemenčič         | Oleg Schukow          | Susanne Ljungskog         | Diana Žiliūtė           |
| 1999 | Michele Gobbi           | Martin Čotar          | Tatjana Stiajkina         | Tatjana Stiajkina       |
| 2000 | Graziano Gasparre       | Jewgeni Petrow        | Alessandra D’Ettorre      | Lada Kozlíková          |
| 2001 | Giampaolo Caruso        | Manuel Quinziato      | Mirella van Melis         | Nicole Brändli          |
| 2002 | Michael Albasini        | Jonas Olsson          | Trixi Worrack             | Olga Sabelinskaja       |
| 2003 | Giovanni Visconti       | Markus Fothen         | María Isabel Moreno       | Virginie Moinard        |
| 2004 | Kalvis Eisaks           | Christian Müller      | Monica Holler             | Tatiana Guderzo         |
| 2005 | František Raboň         | Dmytro Grabovskyy     | Gessica Turato            | Madeleine Sandig        |
| 2006 | Benoît Sinner           | Dmytro Grabovskyy     | Marianne Vos              | Linda Villumsen         |
| 2007 | Andrei Kljujew          | Maxim Belkow          | Marianne Vos              | Linda Villumsen         |
| 2008 | Cyril Gautier           | Adriano Malori        | Rasa Leleivytė            | Ellen van Dijk          |
| 2009 | Kris Boeckmans          | Marcel Kittel         | Chantal Blaak             | Ellen van Dijk          |
| 2010 | Piotr Gawroński         | Alex Dowsett          | Noortje Tabak             | Alexandra Burtschenkowa |
| 2011 | Julian Kern             | Yoann Paillot         | Larissa Pankowa           | Mélodie Lesueur         |
| 2012 | Jan Tratnik             | Rasmus Quaade         | Evelyn Arys               | Anna van der Breggen    |
| 2013 | Sean De Bie             | Victor Campenaerts    | Susanna Zorzi             | Hanna Solowej           |
| 2014 | Stefan Küng             | Stefan Küng           | Sabrina Stultiens         | Mieke Kröger            |
| 2015 | Erik Baška              | Steven Lammertink     | Katarzyna Niewiadoma      | Mieke Kröger            |
| 2016 | Aljaksandr Rabuschenka  | Lennard Kämna         | Katarzyna Niewiadoma      | Anastasia Jakowenko     |
| 2017 | Casper Pedersen         | Kasper Asgreen        | Pernille Mathiesen        | Pernille Mathiesen      |
| 2018 | Marc Hirschi            | Edoardo Affini        | Nikola Nosková            | Aafke Soet              |
| 2019 | Alberto Dainese         | Johan Price-Pejtersen | Letizia Paternoster       | Hannah Ludwig           |
| 2020 | Jonas Iversby Hvideberg | Andreas Leknessund    | Elisa Balsamo             | Hannah Ludwig           |
| 2021 | Thibau Nys              | Johan Price-Pejtersen | Silvia Zanardi            | Vittoria Guazzini       |
| 2022 | Felix Engelhardt        | Alec Segaert          | Shirin van Anrooij        | Shirin van Anrooij      |
| 2023 | Henrik Pedersen         | Alec Segaert          | Ilse Pluimers             | Zoe Bäckstedt           |
| 2024 | Huub Artz               | Alec Segaert          | Sofie van Rooijen         | Anniina Ahtosalo        |

Sieger der Mixed-Staffel:
- 2022:  Deutschland (Maurice Ballerstedt, Tobias Buck-Gramcko, Ricarda Bauernfeind, Linda Riedmann)

### Junioren
| Jahr | Männer                   | Männer               | Frauen                  | Frauen                 |
| Jahr | Straßenrennen            | Zeitfahren           | Straßenrennen           | Zeitfahren             |
| ---- | ------------------------ | -------------------- | ----------------------- | ---------------------- |
| 2005 | Iwan Rowny               | Dmitri Sokolow       | Alexandra Burtschenkowa | Aleksandra Dawidowicz  |
| 2006 | Etienne Pieret           | Dmitri Sokolow       | Mie Bekker Lacota       | Mie Bekker Lacota      |
| 2007 | Michał Kwiatkowski       | Ilnur Sakarin        | Valentina Scandolara    | Walerija Kononenko     |
| 2008 | Johan Le Bon             | Michał Kwiatkowski   | Valentina Scandolara    | Walerija Kononenko     |
| 2009 | Luca Wackermann          | Joseph Perret        | Elena Cecchini          | Pauline Ferrand-Prévot |
| 2010 | Blaž Bogataj             | Kiril Jazewitsch     | Anna Trevisi            | Hanna Solowej          |
| 2011 | Pierre-Henri Lecuisinier | Alberto Bettiol      | Rossella Ratto          | Rossella Ratto         |
| 2012 | Alexander Wachter        | Mathias Krigbaum     | Lucy Garner             | Corine van der Zijden  |
| 2013 | Franck Bonnamour         | Nikolai Tscherkassow | Greta Richioud          | Séverine Eraud         |
| 2014 | Edoardo Affini           | Lennard Kämna        | Sofia Bertizzolo        | Aafke Soet             |
| 2015 | Alan Banaszek            | Nikolai Ilitschew    | Nadia Quagliotto        | Agnieszka Skalniak     |
| 2016 | Nicolas Malle            | Alexys Brunel        | Liane Lippert           | Lisa Morzenti          |
| 2017 | Michele Gazzoli          | Andreas Leknessund   | Lorena Wiebes           | Elena Pirrone          |
| 2018 | Remco Evenepoel          | Remco Evenepoel      | Aigul Garejewa          | Vittoria Guazzini      |
| 2019 | Andrij Ponomar           | Andrea Piccolo       | Ilse Pluimers           | Shirin van Anrooij     |
| 2020 | Kasper Andersen          | Mathias Vacek        | Eleonora Gasparrini     | Elise Uijen            |
| 2021 | Romain Grégoire          | Alec Segaert         | Linda Riedmann          | Aljona Iwantschenko    |
| 2022 | Jan Christen             | Mathieu Kockelmann   | Églantine Rayer         | Justyna Czapla         |
| 2023 | Anže Ravbar              | Albert Philipsen     | Fleur Moors             | Federica Venturelli    |
| 2024 | Felix Ørn-Kristoff       | Michiel Mouris       | Puck Langenbarg         | Paula Ostiz            |

Sieger der Mixed-Staffel:
- 2022:  Italien (Nicolas Milesi, Alessandro Cattani, Alice Toniolli, Valentina Zanzi)
- 2023:  Italien (Andrea Bessega, Luca Giaimi, Andrea Montagner, Eleonora La Bell, Alice Toniolli, Federica Venturelli)
- 2024:  Niederlande (Michiel Mouris, Joeri Schaper, Gijs Schoonvelde, Jente Koops, Roos Müller, Sara Sonnemans)

## Bergzeitfahren
Ein einziges Mal gab es bislang Europameisterschaften im Bergzeitfahren. Diese waren ursprünglich 2022 auf der Tremola-Straße am Gotthardpass geplant, wurden jedoch auf 2023 verschoben. Die Sieger waren wie folgt:
- Elite:  Felix Großschartner /  Illi Gardner
- U23:  Jan Christen /  Lisa Strothmann
- Junioren:  Max Bock /  Sarah Strothmann